# 外沙乡
外沙乡原系湖南省汝城县下辖乡镇；2012年4月撤销，并入马桥乡。原马桥乡、外沙乡的行政区域为新设马桥乡的行政区域，新设马桥乡辖24个建制村、2个社区，总面积198.18平方公里，总人口3.22万人，乡政府驻马桥墟（原马桥乡驻地）。

## 行政区划
外沙乡撤销前下辖梅木村、高村、外沙村、坳头村、冲头村、梓里村、珠目村、荷塘村、下洞村、磻溪村、长春村，共计11行政村。